# Delta dell'Irrawaddy

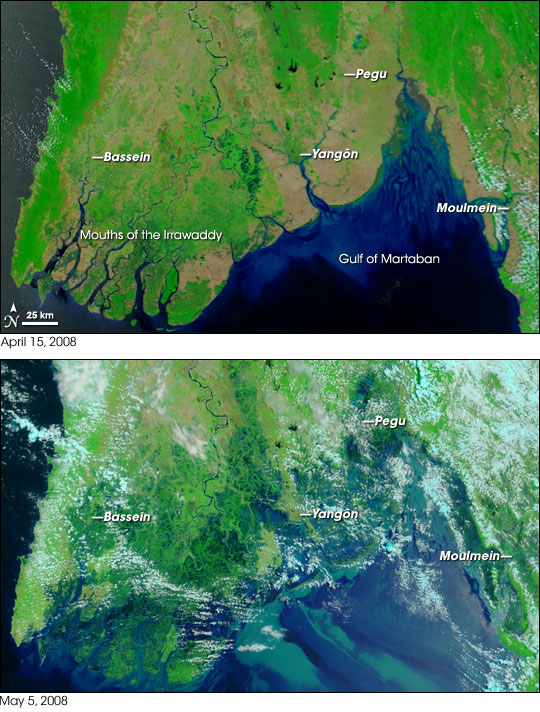
Foto dal satellite prima e dopo la devastazione del ciclone Nargis nel 2008

Il Delta dell'Irrawaddy è la grande foce dell'Irrawaddy, il più importante fiume della Birmania. Il delta forma una penisola nel mare delle Andamane, situata fra il golfo del Bengala ed il golfo di Martaban, e copre una superficie di circa 35.000 km², dove vivono oltre 6 milioni di abitanti.
Sul territorio del delta è stata istituita la divisione dell'Irrawaddy, la più popolata della Birmania. La città più grande della zona è Pathein (Bassein). Zona molto calda (specialmente in estate) e piovosa, con precipitazioni comprese tra i 1.500 ed i 3.500 mm annui, è intensamente utilizzata per la coltivazione del riso, di cui la Birmania è tra i maggiori produttori mondiali. Due terzi dell'area è utilizzata per la coltivazione e il rendimento medio del terreno è di 1.500-2.000 kg ad ettaro.
Nel 2008, le zone del delta sono state devastate dal passaggio del ciclone Nargis, che ha provocato la perdita di oltre 100.000 vite umane.